# Atletica leggera ai Giochi della XXXII Olimpiade
Ai Giochi della XXXII Olimpiade di Tokyo sono stati assegnati 48 titoli in gare di atletica leggera, di cui 24 maschili, 23 femminili e, per la prima volta nella storia dell'atletica leggera ai Giochi, un titolo in una gara mista. Le gare si sono disputate dal 30 luglio all'8 agosto 2021 allo stadio nazionale del Giappone, ad eccezione della maratona e delle marce che si sono svolte al parco Ōdōri di Sapporo. Originariamente le competizioni si sarebbero dovute disputare dal 31 luglio al 9 agosto 2020, ma il 24 marzo dello stesso anno il CIO ha annunciato che a causa della pandemia di COVID-19 i giochi sarebbero stati rimandati di un anno.
- Durata del programma: 29 luglio - 8 agosto 2021
- Nazioni partecipanti: 197[5]
- Numero di atleti iscritti: 1913[5]
- Sede delle gare:

- gare su pista e concorsi: Stadio nazionale del Giappone a Tokyo
- gare su strada: parco Ōdōri di Sapporo
- Nell'atletica maschile: 1 record mondiale e 3 record olimpici
- Nell'atletica femminile: 2 record mondiali e 3 record olimpici
- Programma: viene introdotta la staffetta 4×400 metri mista

## Sedi delle gare
Le corse su pista e i concorsi si sono tenuti presso lo stadio nazionale del Giappone. A causa del caldo e dell'umidità che caratterizzano l'estate di Tokyo, le gare di resistenza (marcia e maratona) si sono tenute a Sapporo, circa 800 km a nord della capitale.
Le due gare di maratona (maschile e femminile) si sono svolte lungo un percorso inserito in un anello di circa 21 km: gli atleti hanno percorso i primi tre chilometri all'interno del Parco Ōdōri, poi sono usciti dal parco percorrendo il primo giro del circuito e immettendosi dopo il ventiduesimo chilometro in una variante, percorrendo altri due giri più brevi fino all'arrivo, posto sempre nel Parco Ōdōri.
Le gare di marcia 20 km e 50 km si sono svolte su Ekimae-Dōri, un'ampia strada rettilinea che si apre verso sud partendo dalla stazione di Sapporo. Il tracciato è un anello posto all'interno del lungo rettilineo. Gli atleti che hanno disputato la gara di marcia 20 km (maschile e femminile) hanno percorso 20 giri della lunghezza di 1 km mentre gli atleti della marcia 50 km ne hanno percorsi 25 della lunghezza di 2 km. In entrambi i casi la partenza e l'arrivo erano situati all'interno del Parco Ōdōri.

## Criteri di qualificazione
Il sistema di qualificazione atletica 2020 per i singoli eventi è sostanzialmente diverso dalle versioni precedenti. Invece di essere basato solo su standard di qualificazione prestabiliti (minima), il nuovo sistema di qualificazione si basa anche sulle classifiche mondiali IAAF dette World Athletics Rankings. Gli standard di qualificazione hanno fornito un percorso alternativo, ma devono essere fissati abbastanza in alto da essere raggiunti solo da prestazioni eccezionali. È stato fissato il numero massimo di iscrizioni per evento (a differenza degli anni precedenti in cui le iscrizioni erano basate sul numero di atleti che soddisfacevano lo standard di qualificazione), con le classifiche mondiali (Rankings) utilizzate per completare la quota prestabilita dopo che sono stati impostati i partecipanti basati sugli standard e i partecipanti universali.
Il 2 giugno 2021, Sebastian Coe, presidente di World Athletics, ha dichiarato che "il nostro monitoraggio suggerisce che circa il 70% degli atleti nella maggior parte degli eventi si qualificherà in base allo standard di ingresso. Questo è superiore al tasso del 50% a cui miravamo nell'ideare il sistema, ma riteniamo che ciò sia dovuto all'estensione del periodo di qualificazione creato dopo il rinvio dei Giochi Olimpici dal 2020 al 2021."
| Specialità                  | Uomini   | Donne    | Numero massimo di atleti |
| --------------------------- | -------- | -------- | ------------------------ |
| 100 metri piani             | 10"05    | 11"15    | 56                       |
| 200 metri piani             | 20"24    | 22"80    | 56                       |
| 400 metri piani             | 44"90    | 51"35    | 48                       |
| 800 metri piani             | 1'45"20  | 1'59"50  | 48                       |
| 1500 metri piani            | 3'35"00  | 4'04"20  | 45                       |
| 5000 metri piani            | 13'13"50 | 15'10"00 | 42                       |
| 10000 metri piani           | 27'28"00 | 32'25"00 | 27                       |
| Maratona                    | 2h11'30" | 2h29'30" | 80                       |
| Marcia 20 km                | 1h21'00" | 1h31'00" | 60                       |
| Marcia 50 km                | 3h50'00" | –        | 60                       |
| 100 metri ostacoli          | –        | 12"84    | 40                       |
| 110 metri ostacoli          | 13"32    | –        | 40                       |
| 400 metri ostacoli          | 48"90    | 55"40    | 40                       |
| 3000 metri siepi            | 8'22"00  | 9'30"00  | 45                       |
| Salto in alto               | 2,33 m   | 1,96 m   | 32                       |
| Salto con l'asta            | 5,80 m   | 4,70 m   | 32                       |
| Salto in lungo              | 8,22 m   | 6,82 m   | 32                       |
| Salto triplo                | 17,14 m  | 14,32 m  | 32                       |
| Getto del peso              | 21,10 m  | 18,50 m  | 32                       |
| Lancio del disco            | 66,00 m  | 63,50 m  | 32                       |
| Lancio del martello         | 77,50 m  | 72,50 m  | 32                       |
| Lancio del giavellotto      | 85,00 m  | 64,00 m  | 32                       |
| Decathlon                   | 8 350 p. | –        | 24                       |
| Eptathlon                   | –        | 6 420 p. | 24                       |
| Staffetta 4×100 metri       | –        | –        | 16                       |
| Staffetta 4×400 metri       | –        | –        | 16                       |
| Staffetta 4×400 metri mista | –        | –        | 16                       |

Ogni nazione può iscrivere per ogni singola prova individuale un numero massimo di tre atleti, con la possibilità di portare un quarto atleta come riserva. Nelle staffette ogni nazionale può essere rappresentata da una sola squadra.
Per partecipare ai Giochi olimpici di Tokyo 2020, gli atleti devono aver ottenuto, durante il periodo di qualificazione che va dal 1º maggio 2019 al 5 aprile 2020 e dal 1º dicembre 2020 al 29 giugno 2021, una prestazione uguale o migliore a quella indicata come minimo dalla World Athletics, riportata nella tabella soprastante.
Per la maratona il periodo di qualificazione va dal 1º dicembre 2018 al 5 aprile 2020 e dal 1º dicembre 2020 al 31 maggio 2021 e si qualificano ai Giochi anche gli atleti classificatisi tra i primi 10 ai campionati del mondo di Doha 2019, i primi 5 arrivati alle maratone del circuito World Athletics Gold Label Marathons e i primi 10 classificati nelle maratone della Marathon Major Series (maratone di Tokyo, Boston, Londra, Berlino, Chicago e New York) svoltesi tra il 1º gennaio 2019 e il 5 aprile 2020.
Per la marcia 50 km il periodo di qualificazione va dal 1º dicembre 2018 al 5 aprile 2020 e dal 1º dicembre 2020 al 31 maggio 2021, mentre per le gare dei 10 000 metri piani, marcia 20 km e prove multiple (eptathlon e decathlon, il periodo di qualificazione va dal 1º gennaio 2019 al 5 aprile 2020 e dal 1º dicembre 2020 al 29 giugno 2021.
Le squadre delle staffette possono qualificarsi in due modi: 
- risultando tra le otto finaliste ai campionati del mondo di Doha 2019;
- risultando tra le otto finaliste alle World Athletics Relays 2021;
- gli eventuali posti rimanenti (qualora una squadra sia tra i primi 8 sia ai mondiali che alle World Relays) saranno assegnati alle squadre in base alla graduatoria mondiale della World Athletics al 29 giugno 2021 che considera le prestazioni ottenute tra il 1º gennaio 2019 e il 5 aprile 2020 e tra il 1º dicembre 2020 e il 29 giugno 2021.

I comitati olimpici nazionali senza atleti uomini o donne qualificati in base ai criteri sopra riportati possono far partecipare il proprio migliore atleta in una qualsiasi specialità dell'atletica leggera (universalità) ad eccezione di prove multiple, 10 000 metri piani e 3000 metri siepi. Altre eccezioni possono essere valutate dai delegati tecnici della World Athletics per le gare su strada e i concorsi.
In totale, considerando gli atleti qualificati e quelli non qualificati ma partecipanti secondo l'ultima regola riportata qui sopra, il numero di atleti partecipanti non può essere superiore a 1900.
Gli atleti nati nel 2002 e 2003 (under 20) possono partecipare a tutte le gare, eccetto la maratona e la marcia 50 km. Gli atleti nati nel 2004 e 2005 (under 18) non possono prendere parte alle gare di eptathlon, decathlon, 10 000 metri, maratona, marcia 50 km e alle quattro gare di lanci. Gli atleti con meno di 16 anni al 31 dicembre 2021 (cioè i nati dopo il 31 dicembre 2005) non possono partecipare alla manifestazione.

## Partecipazione
A causa della rivelazione del doping di Stato in Russia, dal 2016 gli atleti russi possono gareggiare solo a livello individuale. Nel novembre 2019 la Federazione internazionale ha confermato la misura restrittiva.

Le squadre più numerose sono quelle dei seguenti Paesi:
- Stati Uniti (128)
- Germania (90)
- Gran Bretagna (77)
- Italia (75)
- Francia (65)
- Australia (63)
- Polonia (63)
- Canada (57)
- Spagna (54)
- Brasile (53)
- Giamaica (53)
- Cina (50)
- Giappone (50)

- Ucraina (44)
- Paesi Bassi (43)
- Kenya (40)
- Etiopia (34)
- Bielorussia (30)
- Sudafrica (30)
- Belgio (29)
- Rep. Ceca (28)
- India (26)
- Irlanda (25)
- Turchia (25)
- Colombia (24)
- Trinidad e Tobago (22)

- Finlandia (21)
- Svezia (21)
- Grecia (20)
- Messico (20)
- Portogallo (20)
- Uganda (19)
- Cuba (18)
- Ungheria (18)
- Marocco (16)
- Norvegia (15)
- Svizzera (15)
- Bahamas (14)
- Bahrein (14)
- Nigeria (14)

I seguenti Paesi si qualificano in tutte e cinque le staffette: Stati Uniti, Giamaica, Gran Bretagna, Germania e, per la prima volta, l'Italia (Francia e Polonia si qualificano in quattro competizioni).
Tre Paesi che avevano segnato il proprio record di partecipazione nel 2016 lo migliorano ulteriormente: Stati Uniti, Giamaica e Paesi Bassi. L'Etiopia lo eguaglia. 

La Germania raggiunge quote che non toccava dagli anni 1960; il Belgio realizza il miglior risultato degli ultimi 44 anni. La Francia avvicina il proprio record assoluto, risalente addirittura al 1924 (65 contro 70 atleti). L'Italia registra il suo nuovo massimo dopo 36 anni (Los Angeles 1984) battendo il record precedente di ben 24 unità.

## Programma
Il programma delle gare di atletica leggera, aggiornato al 2021, prevede il seguente calendario. Gli orari sono indicati con l'ora locale di Tokyo (UTC+9).
| Data              | Orario | Gare                         | Turno                   |
| ----------------- | ------ | ---------------------------- | ----------------------- |
| 30 luglio mattina | 9:00   | 3000 metri siepi uomini      | Batterie eliminatorie   |
| 30 luglio mattina | 9:15   | Salto in alto uomini         | Qualificazioni          |
| 30 luglio mattina | 9:45   | Lancio del disco uomini      | Qualificazioni gruppo A |
| 30 luglio mattina | 9:55   | 800 metri donne              | Batterie eliminatorie   |
| 30 luglio mattina | 10:55  | 400 metri ostacoli uomini    | Batterie eliminatorie   |
| 30 luglio mattina | 11:20  | Lancio del disco uomini      | Qualificazioni gruppo B |
| 30 luglio mattina | 11:40  | 100 metri donne              | Batterie eliminatorie   |
| 30 luglio sera    | 19:00  | 5000 metri donne             | Batterie eliminatorie   |
| 30 luglio sera    | 19:05  | Salto triplo donne           | Qualificazioni          |
| 30 luglio sera    | 19:25  | Getto del peso donne         | Qualificazioni          |
| 30 luglio sera    | 20:00  | Staffetta 4×400 metri mista  | Batterie eliminatorie   |
| 30 luglio sera    | 20:30  | 10000 metri uomini           | Finale                  |
| 31 luglio mattina | 9:00   | 400 metri ostacoli donne     | Batterie eliminatorie   |
| 31 luglio mattina | 9:30   | Lancio del disco donne       | Qualificazioni gruppo A |
| 31 luglio mattina | 9:40   | Salto con l'asta uomini      | Qualificazioni          |
| 31 luglio mattina | 9:50   | 800 metri uomini             | Batterie eliminatorie   |
| 31 luglio mattina | 10:45  | 100 metri ostacoli donne     | Batterie eliminatorie   |
| 31 luglio mattina | 10:55  | Lancio del disco donne       | Qualificazioni gruppo B |
| 31 luglio mattina | 11:35  | 100 metri uomini             | Batterie preliminari    |
| 31 luglio sera    | 19:10  | Salto in lungo uomini        | Qualificazioni          |
| 31 luglio sera    | 19:15  | 100 metri donne              | Semifinali              |
| 31 luglio sera    | 19:45  | 100 metri uomini             | Batterie eliminatorie   |
| 31 luglio sera    | 20:15  | Lancio del disco uomini      | Finale                  |
| 31 luglio sera    | 20:50  | 800 metri donne              | Semifinali              |
| 31 luglio sera    | 21:35  | Staffetta 4×400 metri mista  | Finale                  |
| 31 luglio sera    | 21:50  | 100 metri donne              | Finale                  |
| 1º agosto mattina | 9:10   | Lancio del martello donne    | Qualificazioni gruppo A |
| 1º agosto mattina | 9:40   | 3000 metri siepi donne       | Batterie eliminatorie   |
| 1º agosto mattina | 9:50   | Salto in lungo donne         | Qualificazioni          |
| 1º agosto mattina | 10:35  | Getto del peso donne         | Finale                  |
| 1º agosto mattina | 10:40  | Lancio del martello donne    | Qualificazioni gruppo B |
| 1º agosto mattina | 10:45  | 400 metri uomini             | Batterie eliminatorie   |
| 1º agosto sera    | 19:10  | Salto in alto uomini         | Finale                  |
| 1º agosto sera    | 19:15  | 100 metri uomini             | Semifinali              |
| 1º agosto sera    | 19:45  | 100 metri ostacoli donne     | Semifinali              |
| 1º agosto sera    | 20:20  | Salto triplo donne           | Finale                  |
| 1º agosto sera    | 20:25  | 800 metri uomini             | Semifinali              |
| 1º agosto sera    | 21:05  | 400 metri ostacoli uomini    | Semifinali              |
| 1º agosto sera    | 21:50  | 100 metri uomini             | Finale                  |
| 2 agosto mattina  | 9:00   | Lancio del martello uomini   | Qualificazioni gruppo A |
| 2 agosto mattina  | 9:35   | 1500 metri donne             | Batterie eliminatorie   |
| 2 agosto mattina  | 10:20  | Salto in lungo uomini        | Finale                  |
| 2 agosto mattina  | 10:30  | Lancio del martello uomini   | Qualificazioni gruppo B |
| 2 agosto mattina  | 10:30  | 200 metri donne              | Batterie eliminatorie   |
| 2 agosto mattina  | 11:50  | 100 metri ostacoli donne     | Finale                  |
| 2 agosto sera     | 19:20  | Salto con l'asta donne       | Qualificazioni          |
| 2 agosto sera     | 19:25  | 200 metri donne              | Semifinali              |
| 2 agosto sera     | 20:00  | Lancio del disco donne       | Finale                  |
| 2 agosto sera     | 20:05  | 400 metri uomini             | Semifinali              |
| 2 agosto sera     | 20:35  | 400 metri ostacoli donne     | Semifinali              |
| 2 agosto sera     | 21:15  | 3000 metri siepi uomini      | Finale                  |
| 2 agosto sera     | 21:40  | 5000 metri donne             | Finale                  |
| 3 agosto mattina  | 9:00   | Salto triplo uomini          | Qualificazioni          |
| 3 agosto mattina  | 9:05   | 1500 metri uomini            | Batterie eliminatorie   |
| 3 agosto mattina  | 9:20   | Lancio del giavellotto donne | Qualificazioni gruppo A |
| 3 agosto mattina  | 9:45   | 400 metri donne              | Batterie eliminatorie   |
| 3 agosto mattina  | 10:50  | Lancio del giavellotto donne | Qualificazioni gruppo B |
| 3 agosto mattina  | 10:50  | Salto in lungo donne         | Finale                  |
| 3 agosto mattina  | 11:05  | 200 metri uomini             | Batterie eliminatorie   |
| 3 agosto mattina  | 12:20  | 400 metri ostacoli uomini    | Finale                  |
| 3 agosto sera     | 19:10  | 110 metri ostacoli uomini    | Batterie eliminatorie   |
| 3 agosto sera     | 19:15  | Getto del peso uomini        | Qualificazioni gruppo A |
| 3 agosto sera     | 19:20  | Salto con l'asta uomini      | Finale                  |
| 3 agosto sera     | 20:00  | 5000 metri uomini            | Batterie eliminatorie   |
| 3 agosto sera     | 20:35  | Lancio del martello donne    | Finale                  |
| 3 agosto sera     | 20:40  | Getto del peso uomini        | Qualificazioni gruppo B |
| 3 agosto sera     | 20:50  | 200 metri uomini             | Semifinali              |
| 3 agosto sera     | 21:25  | 800 metri donne              | Finale                  |
| 3 agosto sera     | 21:50  | 200 metri donne              | Finale                  |

| Data             | Orario | Gare                                       | Turno                                      |
| ---------------- | ------ | ------------------------------------------ | ------------------------------------------ |
| 4 agosto mattina | 9:00   | Decathlon: 100 metri                       | Decathlon: 100 metri                       |
| 4 agosto mattina | 9:05   | Lancio del giavellotto uomini              | Qualificazioni gruppo A                    |
| 4 agosto mattina | 9:35   | Eptathlon: 100 metri ostacoli              | Eptathlon: 100 metri ostacoli              |
| 4 agosto mattina | 9:55   | Decathlon: salto in lungo                  | Decathlon: salto in lungo                  |
| 4 agosto mattina | 10:35  | Lancio del giavellotto uomini              | Qualificazioni gruppo B                    |
| 4 agosto mattina | 10:35  | Eptathlon: salto in alto                   | Eptathlon: salto in alto                   |
| 4 agosto mattina | 11:00  | 110 metri ostacoli uomini                  | Semifinali                                 |
| 4 agosto mattina | 11:30  | 400 metri ostacoli donne                   | Finale                                     |
| 4 agosto mattina | 11:40  | Decathlon: getto del peso                  | Decathlon: getto del peso                  |
| 4 agosto sera    | 18:30  | Decathlon: salto in alto                   | Decathlon: salto in alto                   |
| 4 agosto sera    | 19:00  | 1500 metri donne                           | Semifinali                                 |
| 4 agosto sera    | 19:05  | Eptathlon: getto del peso                  | Eptathlon: getto del peso                  |
| 4 agosto sera    | 19:30  | 400 metri donne                            | Semifinali                                 |
| 4 agosto sera    | 20:00  | 3000 metri siepi donne                     | Finale                                     |
| 4 agosto sera    | 20:15  | Lancio del martello uomini                 | Finale                                     |
| 4 agosto sera    | 20:30  | Eptathlon: 200 metri                       | Eptathlon: 200 metri                       |
| 4 agosto sera    | 21:05  | 800 metri uomini                           | Finale                                     |
| 4 agosto sera    | 21:30  | Decathlon: 400 metri                       | Decathlon: 400 metri                       |
| 4 agosto sera    | 21:55  | 200 metri uomini                           | Finale                                     |
| 5 agosto mattina | 9:00   | Decathlon: 110 metri ostacoli              | Decathlon: 110 metri ostacoli              |
| 5 agosto mattina | 9:10   | Salto in alto donne                        | Qualificazioni                             |
| 5 agosto mattina | 9:40   | Eptathlon: salto in lungo                  | Eptathlon: salto in lungo                  |
| 5 agosto mattina | 9:50   | Decathlon: lancio del disco gruppo A       | Decathlon: lancio del disco gruppo A       |
| 5 agosto mattina | 10:00  | Staffetta 4×100 metri donne                | Batterie eliminatorie                      |
| 5 agosto mattina | 10:55  | Decathlon: lancio del disco gruppo B       | Decathlon: lancio del disco gruppo B       |
| 5 agosto mattina | 11:00  | Salto triplo uomini                        | Finale                                     |
| 5 agosto mattina | 11:05  | Getto del peso uomini                      | Finale                                     |
| 5 agosto mattina | 11:30  | Staffetta 4×100 metri uomini               | Batterie eliminatorie                      |
| 5 agosto mattina | 11:55  | 110 metri ostacoli uomini                  | Finale                                     |
| 5 agosto mattina | 12:30  | Eptathlon: lancio del giavellotto gruppo A | Eptathlon: lancio del giavellotto gruppo A |
| 5 agosto mattina | 12:45  | Decathlon: salto con l'asta                | Decathlon: salto con l'asta                |
| 5 agosto mattina | 13:40  | Eptathlon: lancio del giavellotto gruppo B | Eptathlon: lancio del giavellotto gruppo B |
| 5 agosto sera    | 16:30  | Marcia 20 km uomini                        | Finale                                     |
| 5 agosto sera    | 19:15  | Decathlon: lancio del giavellotto gruppo A | Decathlon: lancio del giavellotto gruppo A |
| 5 agosto sera    | 19:20  | Salto con l'asta donne                     | Finale                                     |
| 5 agosto sera    | 19:25  | Staffetta 4×400 metri donne                | Batterie eliminatorie                      |
| 5 agosto sera    | 20:00  | 1500 metri uomini                          | Semifinali                                 |
| 5 agosto sera    | 20:20  | Decathlon: lancio del giavellotto gruppo B | Decathlon: lancio del giavellotto gruppo B |
| 5 agosto sera    | 21:00  | 400 metri uomini                           | Finale                                     |
| 5 agosto sera    | 21:20  | Eptathlon: 800 metri                       | Eptathlon: 800 metri                       |
| 5 agosto sera    | 21:40  | Decathlon: 1500 metri                      | Decathlon: 1500 metri                      |
| 6 agosto mattina | 5:30   | Marcia 50 km uomini                        | Finale                                     |
| 6 agosto sera    | 16:30  | Marcia 20 km donne                         | Finale                                     |
| 6 agosto sera    | 20:25  | Staffetta 4×400 metri uomini               | Batterie eliminatorie                      |
| 6 agosto sera    | 20:50  | Lancio del giavellotto donne               | Finale                                     |
| 6 agosto sera    | 21:00  | 5000 metri uomini                          | Finale                                     |
| 6 agosto sera    | 21:35  | 400 metri donne                            | Finale                                     |
| 6 agosto sera    | 21:50  | 1500 metri donne                           | Finale                                     |
| 6 agosto sera    | 22:30  | Staffetta 4×100 metri donne                | Finale                                     |
| 6 agosto sera    | 22:50  | Staffetta 4×100 metri uomini               | Finale                                     |
| 7 agosto mattina | 7:00   | Maratona donne                             | Finale                                     |
| 7 agosto sera    | 19:35  | Salto in alto donne                        | Finale                                     |
| 7 agosto sera    | 19:45  | 10000 metri donne                          | Finale                                     |
| 7 agosto sera    | 20:00  | Lancio del giavellotto uomini              | Finale                                     |
| 7 agosto sera    | 20:40  | 1500 metri uomini                          | Finale                                     |
| 7 agosto sera    | 21:30  | Staffetta 4×400 metri donne                | Finale                                     |
| 7 agosto sera    | 21:50  | Staffetta 4×400 metri uomini               | Finale                                     |
| 8 agosto mattina | 7:00   | Maratona uomini                            | Finale                                     |

## Risultati delle gare
L'atleta più vincente è la giamaicana Elaine Thompson, che trionfa su 100 m piani, 200 m piani e nella staffetta 4x100.

Sifan Hassan, campionessa mondiale dei 1500 e dei 5000 metri, si presenta su tre distanze: 1500, 5000 e 10 mila metri, puntando ad una tripletta mai riuscita ai Giochi. Trionfa nelle due gare più lunghe e sale sul podio anche sui 1500, compiendo un'impresa.
Jesús Ángel García (Spagna) conclude al 35º posto la gara di marcia 50 km stabilendo il record di otto partecipazioni consecutive ai Giochi, primato assoluto per l'atletica leggera.

Allyson Felix sale sul podio nelle due staffette raggiungendo un totale di 11 medaglie olimpiche in carriera. Diventa l'atleta olimpica più medagliata nell'atletica leggera di tutti i tempi. Le sue medaglie sono così distribuite: 2004: una - 2008: due - 2012: tre - 2016: tre - 2020: due.

### Staffetta 4×400 metri mista
La staffetta 4×400 metri mista ha fatto il suo esordio olimpico in questa edizione dei Giochi. La finale è stata vinta dalla Polonia che ha preceduto la Repubblica Dominicana e gli Stati Uniti.

## Medagliere
| Pos.   | Paese           | Oro | Argento | Bronzo | Totale |
| ------ | --------------- | --- | ------- | ------ | ------ |
| 1      | Stati Uniti     | 7   | 12      | 7      | 26     |
| 2      | Italia          | 5   | 0       | 0      | 5      |
| 3      | Kenya           | 4   | 4       | 2      | 10     |
| 4      | Polonia         | 4   | 2       | 3      | 9      |
| 5      | Giamaica        | 4   | 1       | 4      | 9      |
| 6      | Paesi Bassi     | 2   | 3       | 3      | 8      |
| 7      | Cina            | 2   | 2       | 2      | 6      |
| 7      | Canada          | 2   | 2       | 2      | 6      |
| 9      | Uganda          | 2   | 1       | 1      | 4      |
| 10     | Svezia          | 2   | 1       | 0      | 3      |
| 10     | Norvegia        | 2   | 1       | 0      | 3      |
| 12     | Bahamas         | 2   | 0       | 0      | 2      |
| 13     | Germania        | 1   | 2       | 0      | 3      |
| 14     | Etiopia         | 1   | 1       | 2      | 4      |
| 15     | Portogallo      | 1   | 1       | 0      | 2      |
| 15     | ROC             | 1   | 1       | 0      | 2      |
| 17     | Belgio          | 1   | 0       | 1      | 2      |
| 18     | Qatar           | 1   | 0       | 0      | 1      |
| 18     | Venezuela       | 1   | 0       | 0      | 1      |
| 18     | Grecia          | 1   | 0       | 0      | 1      |
| 18     | Porto Rico      | 1   | 0       | 0      | 1      |
| 18     | Marocco         | 1   | 0       | 0      | 1      |
| 18     | India           | 1   | 0       | 0      | 1      |
| 24     | Gran Bretagna   | 0   | 2       | 3      | 5      |
| 25     | Colombia        | 0   | 2       | 0      | 2      |
| 25     | Rep. Dominicana | 0   | 2       | 0      | 2      |
| 27     | Australia       | 0   | 1       | 2      | 3      |
| 27     | Cuba            | 0   | 1       | 2      | 3      |
| 29     | Rep. Ceca       | 0   | 1       | 1      | 2      |
| 29     | Giappone        | 0   | 1       | 1      | 2      |
| 31     | Namibia         | 0   | 1       | 0      | 1      |
| 31     | Francia         | 0   | 1       | 0      | 1      |
| 31     | Bahrein         | 0   | 1       | 0      | 1      |
| 34     | Brasile         | 0   | 0       | 2      | 2      |
| 34     | Nuova Zelanda   | 0   | 0       | 2      | 2      |
| 36     | Austria         | 0   | 0       | 1      | 1      |
| 36     | Bielorussia     | 0   | 0       | 1      | 1      |
| 36     | Botswana        | 0   | 0       | 1      | 1      |
| 36     | Nigeria         | 0   | 0       | 1      | 1      |
| 36     | Burkina Faso    | 0   | 0       | 1      | 1      |
| 36     | Spagna          | 0   | 0       | 1      | 1      |
| 36     | Grenada         | 0   | 0       | 1      | 1      |
| 36     | Ucraina         | 0   | 0       | 1      | 1      |
| Totale | Totale          | 49  | 47      | 48     | 144    |

### Esplicative
1. ↑  L'unica gara che non fa ancora parte del programma femminile è la marcia 50 km.
2. ↑  Possono partecipare fino a 16 squadre, non più di una per ogni comitato olimpico nazionale. Ogni squadra può essere composta da quattro atleti con l'aggiunta di un ulteriore atleta per alternare la composizione della squadra durante le varie fasi della gara e come riserva.
3. ↑  Possono partecipare fino a 16 squadre, non più di una per ogni comitato olimpico nazionale. Ogni squadra può essere composta da quattro atlete con l'aggiunta di un'ulteriore atleta per alternare la composizione della squadra durante le varie fasi della gara e come riserva.
4. ↑  Possono partecipare fino a 16 squadre, non più di una per ogni comitato olimpico nazionale. Ogni squadra può essere composta da quattro atleti (due uomini e due donne) con l'aggiunta di un massimo di due atleti (un uomo e una donna) per alternare la composizione della squadra durante le varie fasi della gara e come riserva.

### Riferimenti
1. 1 2 3 4 5  (EN) Qualification system - Games of the XXXII Olympiad - Tokyo 2020 (PDF), su media.aws.iaaf.org. URL consultato il 19 gennaio 2020.
2. ↑  (EN, JA) Athletics Competition Schedule, su olympics.com. URL consultato il 3 luglio 2021 (archiviato il 3 luglio 2021).
3. ↑  (EN, FR, JA) Olympic Competition Schedule, su tokyo2020.org. URL consultato il 19 gennaio 2020.
4. ↑  (EN) Joint Statement from the International Olympic Committee and the Tokyo 2020 Organising Committee - Olympic News, su olympic.org, 24 marzo 2020. URL consultato il 24 marzo 2020.
5. 1 2  (EN) Athletics at the 2020 Summer Olympics, su olympedia.org. URL consultato il 3 febbraio 2025.
6. 1 2  (EN) Athletics. About this sport. Road, su olympics.com. URL consultato l'8 luglio 2021 (archiviato dall'url originale il 25 giugno 2021).
7. ↑  (EN) Decision of the World Athletics Council in relation to RusAF’s breach of theanti-doping rules, World Athletics, 12 marzo 2020. URL consultato il 10 marzo 2021 (archiviato il 4 dicembre 2020).
8. ↑  (EN) Timetable by day – The XXXII Olympic Games, su worldathletics.org. URL consultato il 19 gennaio 2020.[collegamento interrotto]
9. ↑  (EN) Timetable by day – The XXXII Olympic Games, su worldathletics.org. URL consultato il 6 febbraio 2022.